# Goka, Ibaraki
Goka (五霞町 Goka-machi) là thị trấn thuộc huyện Sashima, tỉnh Ibaraki, Nhật Bản. Tính đến ngày 1 tháng 10 năm 2020, dân số ước tính thị trấn là 8.093 người và mật độ dân số là 350 người/km2. Tổng diện tích thị trấn là 23,11 km2.

## Địa lý

### Đô thị lân cận
- Ibaraki
  - Koga
  - Sakai
- Saitama
  - Kuki
  - Satte
- Chiba
  - Noda